# Kathleena bufo
Kathleena bufo är en insektsart som först beskrevs av Ball 1935.  Kathleena bufo ingår i släktet Kathleena och familjen sköldstritar. Inga underarter finns listade i Catalogue of Life.